# Писарева, Елена Владимировна
Елена Владимировна Писарева (род. 20 января 1967, Новгород) — сенатор Российской Федерации, член Комитета Совета Федерации по науке, образованию и культуре. 
Ранее занимала должность председателя Новгородской областной думы в 2011—2021 годах. 6 октября 2021 года избрана сенатором от Новгородской областной думы VII созыва. Член президиума Генерального совета партии Единая Россия.

## Биография
Елена Писарева окончила в 1986 году Боровичское педагогическое училище по специальности «учитель начальных классов», а в 1998 году — Новгородский государственный университет имени Ярослава Мудрого по той же специальности. В 1986—1999 годах работала воспитателем группы продлённого дня и учителем в средней школе № 5 города Боровичи. В 1999—2008 годах была заведующей отделением, заместителем директора, и. о. директора, директором центра социальной помощи семьи и детям.
В 2008—2011 годах Писарева занимала посты заместителя председателя Новгородской областной Думы и председателя комитета по социальной политике. 21 декабря 2011 года избрана председателем областной Думы V созыва, позже её переизбрали в VI созыве.
6 октября 2021 избрана от Новгородской областной думы VII созыва в Совет Федерации.
Из-за поддержки российской агрессии и нарушения территориальной целостности Украины во время российско-украинской войны находится под персональными международными санкциями 27 стран ЕС, Великобритании, США, Канады, Швейцарии, Австралии, Украины, Новой Зеландии.

## Награды
- Почётная грамота Администрации Новгородской области (2003)
- Благодарность Губернатора Новгородской области (2007)
- Почётная грамота Парламентской Ассоциации Северо-Запада России (2008)
- Почётная грамота Новгородской областной Думы (2009)
- Юбилейная медаль «В память 1150-летия Великого Новгорода» (2009)
- Медаль ордена «За заслуги перед Отечеством» II степени (2011)
- Благодарность Губернатора Новгородской области (2012)
- Благодарность Председателя Государственной Думы Федерального Собрания Российской Федерации (2012)
- Знак «1150-летия зарождения российской государственности» (2012)
- Благодарственное письмо Президента Российской Федерации (2012)
- Медаль «Совет Федерации. 20 лет» (2013)
- Благодарственное письмо Губернатора Новгородской области (2014)
- Знак отличия Новгородской области «За заслуги перед Новгородской областью» (2014)
- Благодарственное письмо главного федерального инспектора по Новгородской области (2015)
- Благодарность Председателя Совета Федерации Федерального Собрания Российской Федерации (2015)
- Медаль «Новгородская Слава» II степени (2016)
- Нагрудный знак Федерации независимых профсоюзов России «За содружество» (2016)
- Почётная грамота Совета Федерации Федерального Собрания Российской Федерации (2016)
- Почётная грамота Президента Российской Федерации (2017)
- Медаль «За вклад в развитие земли Новгородской» (2017)
- Медаль ордена «За заслуги перед Отечеством» I степени (11 июля 2021) — за активную законотворческую деятельность и многолетнюю добросовестную работу

## Критика
При принятии закона «О дополнительных выплатах молодым мамам при рождении первого ребёнка» позволила себе высказывание, вызвавшее волну негатива: «Мы с вами чётко должны понимать, что уже после 30 лет женщина понимает, что ей и деньги уже не нужны, а нужен малыш, которого она будет любить».